# René Pellos
René Pellos, bekannt als Pellos (* 22. Januar 1900 in Lyon; † 8. April 1998 in Mougins) war ein französischer Comiczeichner.

## Leben und Werk
Er wurde als René Pellarin geboren. Ab 1930 arbeitete er als Sportzeichner bei verschiedenen lokalen Sportzeitungen, mit dem Zeichnen von Comicserien begann er 1935.
Bekanntheit erlangte er vor allem durch die futuristische Serie Futuropolis, die von 1937 bis 1938 in der Zeitschrift Junior erschien und sich an Fritz Langs Metropolis orientierte. Mit Electropolis erhielt die Serie 1940 eine Fortsetzung. Ab 1948 übernahm er von Louis Forton die Serie Les Pieds Nickelés. Bis 1981 schuf er mit dem Szenaristen Pierre Colin, genannt Montaubert, 97 Bände. Er modernisierte die traditionelle Darstellung, indem er Extremitäten bei Bedarf verkürzte und Stilmittel wie Zoom- und Panoramaansichten verwendete, behielt aber bis 1952 die unter den Zeichnungen positionierten Textblöcke bei. Pellos veröffentlichte in vielen französischen Jugendzeitschriften, 1967 auch in Pilote.
Er erhielt 1976 den Grand Prix de la Ville d’Angoulême.

## Werke
- 1931 Riri, Gogo et Lolo
- 1936–1938 Monsieur Petiton
- 1937–1938 Futuropolis
- 1938–1939 Jean-Jacques Ardent athléte
- 1939–1940 Jean-Jacques Ardent à la Guerre
- 1940 Electropolis
- 1946 Durga Rani, Reine des Jungles
- 1948 Atomas
- 1948–1979 Les Pieds Nickelés
- 1980 Novopolis